# Eciton jansoni
Eciton jansoni är en myrart som beskrevs av Auguste-Henri Forel 1912. Eciton jansoni ingår i släktet Eciton och familjen myror. Inga underarter finns listade i Catalogue of Life.